# Степанова, Елена Витальевна
Еле́на Вита́льевна Степа́нова (род. 27 сентября 1960, Легница, Польская Народная Республика) — советская и российская актриса театра и кино.

## Биография
Елена Степанова родилась в городе Легнице (Польша). Обучалась  в ГИТИСе.
В 1982 году окончила обучение и была принята в труппу Ленкома, где работает и в настоящее время. Играла Звезду и Тересу в «Звезде и смерти Хоакина Мурьеты», Принцессу в «Трубадуре и его друзьях», Девушку, не похожую на Ангела в «Жестоких играх», Мери Болейн в «Королевских играх», Лиз в «Укрощении укротителей», баронессу Вурмельгельм в «Варваре и еретике», Пивокурову в спектакле «Ва-Банк», была задействована в постановках «Три девушки в голубом», «Встречи на Сретенке», «Кладбищенский ангел», «Проводим эксперимент», «Плач палача». В кино играет преимущественно роли второго плана.
Елена Степанова является также поющей актрисой. В её репертуаре есть песни Алексея Рыбникова, Георгия Гараняна, Адриана Корчинского, Елены Суржиковой, Романа Майорова, Николая Парфенюка и других композиторов.
Сын — Василий Бейнарович (творческий псевдоним — Faust21century), психиатр и художник, автор документальных роликов о серийных убийцах и их психопортретах. Елена Степанова приняла участие в нескольких роликах сына.

## Творчество

### Роли в театре

#### Ленком
- «Звезда и смерть Хоакина Мурьеты» — Звезда и Тереса
- «Трубадур и его друзья» — Принцесса
- «Три девушки в голубом»
- «Жестокие игры» — Девушка не похожая на Ангела, Девушка похожая на ангела
- «Встречи на Сретенке»
- «Проводим эксперимент»
- «Поминальная молитва» — Хава
- «Королевские игры» — Мери Болейн
- «Кладбищенский ангел» — ОНА
- «Плач палача»
- «Укрощение укротителей» — Лиз
- «Варвар и еретик» — Баронесса Вурмельгельм, поющая маска
- «Ва-банк» — Пивокурова
- «Визит дамы» — Жена Илла
- «Ложь во спасение» — Элена
- «Безумный день или женитьба Фигаро» — Марселина
- «Аквитанская львица» — Камеристка Алиеоноры

### Роли в кино
| Год       |     | Название                             | Роль                                                                 |
| --------- | --- | ------------------------------------ | -------------------------------------------------------------------- |
| 1982      | ф   | Кафедра                              | Майка Дудорова                                                       |
| 1983      | ф   | Молодые люди                         | Зина                                                                 |
| 1983      | ф   | Рецепт её молодости                  | Кристина                                                             |
| 1984      | ф   | …И прекрасный миг победы             | Аня Сидякина                                                         |
| 1984      | тф  | Любочка                              | продавец грампластинок                                               |
| 1985      | ф   | Тихая застава                        | Люба                                                                 |
| 1986      | тф  | Весёлая хроника опасного путешествия | мимесса                                                              |
| 1987      | кор | Руся                                 | Имя персонажа не указано                                             |
| 1989      | ф   | Когда мне будет 54 года              | Наташа                                                               |
| 1990      | ф   | Мышеловка                            | мисс Кейсуэлл / Кэт Троттер                                          |
| 1990      | ф   | Такси-блюз                           | путана в отделении милиции                                           |
| 1991      | ф   | Сексказка                            | фрачница                                                             |
| 1992—1994 | с   | Горячев и другие                     | Надя                                                                 |
| 1994      | ф   | Призрак дома моего                   | Имя персонажа не указано                                             |
| 1995      | с   | Дом                                  | Имя персонажа не указано                                             |
| 2004      | с   | Дальнобойщики                        | Валя, бывшая жена Кеши                                               |
| 2007      | ф   | Лузер                                | Лена                                                                 |
| 2009      | с   | Из жизни капитана Черняева           | Элеонора Павловна Кривицкая, руководитель компании «Мунго Парк»      |
| 2013      | с   | Ледников                             | Людмила Северная                                                     |
| 2015      | с   | Деньги                               | Майя Алексеевна, мать Ларисы                                         |
| 2019      | с   | Душегубы                             | Нина Сергеевна Попова, зав. отдела кадров станкостроительного завода |

### Песни
- «Ты» (музыка Николая Парфенюка, слова Ксении Энтелис)[5][4]
- «Звёзды сошли с небес…» (музыка и слова Елены Суржиковой), дуэт с Виктором Раковым[3]
- «Вот какая любовь» (музыка Романа Майорова, слова Михаила Рябинина), дуэт с Виктором Раковым
- «Твоя рука» (музыка Адриана Корчинского, слова Бориса Дубровина), дуэт с Николаем Караченцовым

## Награды
- 2019 — Звание «Почётный деятель искусств города Москвы» — «За большой вклад в развитие культуры и многолетнюю творческую деятельность»[6]